# Noventa
El noventa (90) es el número natural que sigue al ochenta y nueve y precede al noventa y uno.

## Propiedades matemáticas
- Es un número compuesto, que tiene los siguientes factores propios: 1, 2, 3, 5, 6, 9, 10, 15, 18, 30 y 45. Como la suma de sus factores es 144 > 90, se trata de un número abundante.
- Es un número de Harshad.

## Ciencia
- 90 es el número atómico del torio.

- Datos: Q239346
- Multimedia: 90 (number) / Q239346